# ゲオルク・フリードリヒ (バーデン＝ドゥルラハ辺境伯)
ゲオルク・フリードリヒ（Georg Friedrich, 1573年1月30日 - 1638年9月24日）は、バーデン＝ドゥルラハ辺境伯（在位：1604年 - 1622年）。バーデン＝バーデン辺境伯領も支配した。
バーデン＝ドゥルラハ辺境伯カール2世とその2番目の妃アンナ・フォン・プファルツ＝フェルデンツの三男として生まれた。8人兄弟の末子で、父親が亡くなった時はまだ4歳であった。
1604年に兄のエルンスト・フリードリヒの後を継いで辺境伯となった。また、兄が占領していたバーデン＝バーデンも継承した。ゲオルク・フリードリヒはプロテスタント同盟の主なメンバーであった。
1618年に三十年戦争が始まると、ゲオルク・フリードリヒは1万2000人の軍隊を招集した。1622年にティリー将軍指揮下のカトリック連盟軍がバーデンに接近したとき（プファルツ方面作戦）、ゲオルク・フリードリヒは進軍したが、ミンゴルスハイムの戦いには間に合わなかった。撤退するカトリック教徒の追跡に出発したが、ヴィンプフェンの戦いで敗北し、数日後にゲオルク・フリードリヒの軍は壊滅した。
1627年にデンマーク軍に入隊した。1638年にシュトラスブルクで死去した。

## 生涯

### 生い立ち
ゲオルク・フリードリヒは、バーデン＝ドゥルラハ辺境伯カール2世とアンナ・フォン・プファルツ＝フェルデンツの間にバーデンで生まれた。
4歳でバーデン＝ザウゼンベルク辺境伯領を継承し、摂政が必要となった。摂政は母アンナ、プファルツ選帝侯ルートヴィヒ6世（1583年まで）、プファルツ＝ノイブルク公フィリップ・ルートヴィヒ、そしてヴュルテンベルク公ルートヴィヒ敬虔公であった。
1584年、兄のエルンスト・フリードリヒとヤーコプ3世（1590年没）と母アンナ（1586年没）が後見を引き継いだ。1595年、ゲオルク・フリードリヒは成年となり、親政を開始した。
ラテン語、フランス語、イタリア語を学び、兄のヤーコプが以前に学んでいたシュトラスブルクで高等教育を受けた。
また、ブザンソン、ドル、バーゼル、シエナへのグランドツアーに出かけた。

### バーデン＝ドゥルラハ辺境伯領の分割
兄らは1584年に成年となった。エルンスト・フリードリヒとヤーコプは領土を分割したいと考えていたが、父親の遺言により禁止されていた。しかし、遺言書には適切な署名と封印がされておらず、残った後見人らはこれにより兄弟が辺境伯領を分割できる可能性があると主張した。エルンスト・フリードリヒは主要都市ドゥルラハとプフォルツハイムを含むニーダー・バーデンを獲得した。ヤーコプはバーデン＝ハッハベルク辺境伯領を受け取った。
ゲオルク・フリードリヒはバーデン＝ドゥルラハ南部、レッテルン領、バーデンヴァイラー領、ザウゼンブルクを保持した。このようにバーデン辺境伯領は、すでにバーデン＝バーデンとバーデン＝ドゥルラハに分裂していたが、さらに細分化された。
1590年に兄ヤーコプが亡くなると、バーデン＝ハッハベルクは長兄のエルンスト・フリードリヒに戻され、1595年にゲオルク・フリードリヒに譲渡された。

### バーデン＝ハッハベルクの統治（1595年 - 1604年）

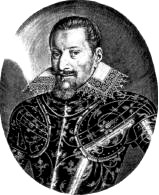
ゲオルク・フリードリヒ（1603年）

成人に達すると、ゲオルク・フリードリヒはバーデン＝ハッハベルク（オーバー・バーデン）の統治を開始したが、当初、ゲオルク・フリードリヒはロッテルン城から統治した。1599年に居城と行政の中心をズルツブルクに移した。兄のエルンスト・フリードリヒが厳格なカルヴァン派に、ヤーコプがカトリックに改宗した後も、ゲオルク・フリードリヒはルター派のままで、拠点のズルツブルクにラテン語学校を設立したため、領土内の牧師の教育をドゥルラハのカルヴァン派の学校に依存する必要がなくなった。ゲオルク・フリードリヒはズルツブルクにいくつかの建物を建設し、その中にはテニスホールもあった。また、1600年から1610年にかけて、ズルツブルクに城内教会を建設した。ゲオルク・フリードリヒは兄弟の中で最も長生きであったため、辺境伯領はルター派にとどまった。
ゲオルク・フリードリヒは禁欲的な生活を送っていた。その聖書の手書きのメモから、ゲオルク・フリードリヒが少なくとも58回は通読したと推測できる。オーバー・バーデンの統治開始直後、ゲオルク・フリードリヒは、レッテルン教会会議でヨハン・ヴァイニンガーを新しい総監督として紹介した。この際、ゲオルク・フリードリヒは説教のような演説を行った。1601年、ゲオルク・フリードリヒは兄エルンスト・フリードリヒによる改革派聖職者任命に抵抗したプフォルツハイム市民に対し、この事件が帝国議会に持ち込まれた際には支援すると約束した。
1603年、ゲオルク・フリードリヒはザウゼンベルク辺境伯とレッテルン領に対して森林法を発布した。

### バーデン＝ドゥルラハ辺境伯（1604年 - 1612年）
1604年に兄エルンスト・フリードリヒが亡くなると、バーデン＝ドゥルラハはゲオルク・フリードリヒに継承され、バーデン＝ハッハベルクと再統合された。ゲオルク・フリードリヒは法律、行政、宗教の幅広い改革を開始し、枢密院を設立し、自ら主宰した。また、高等裁判所を創設し、ルター派の教会法を導入した。エルンスト・フリードリヒは、ルター派によるバーデン辺境伯領の統一という目標を達成できるのは国民の支持がなければ達成できないと認識していた。国防政策の財源として税金を承認する代わりに、エルンスト・フリードリヒは宗教問題について発言権を持つ権利を各等族に与えた。
1603年には、オーバー・バーデンの等族と協力して為替銀行を設立し、孤児の年金も管理し、これは後に預金銀行に発展した。この銀行はワインと穀物の取引を組織化し、ユダヤ人商人を排除することも目的としていた。また、これはゲオルク・フリードリヒが三十年戦争期の市場危機を克服するのにも役立った。
また、ゲオルク・フリードリヒはバーデンの民法の成文化を開始した。その結果成立した法令は「ドイツ諸邦で最も徹底したもの」と言われている。この法律は1622年に発布されたが、三十年戦争のため、息子で後継者のフリードリヒ5世の統治下となる1654年まで発効できなかった。この法律は1809年まで施行されていた。
ゲオルク・フリードリヒは帝国、特に自領における状況の悪化を見て、神学だけでなく軍事についても研究を行った。ナッサウ＝ディレンブルク伯ヨハン6世が1616年にジーゲンに騎士学校設立したことを知った。1614年から1617年にかけて、ゲオルク・フリードリヒは息子のフリードリヒ、カール、クリストフのために近代戦争に関する論文を書いた。この論文は印刷物として出版されることはなかった。

### 三十年戦争の勃発
1622年、帝国議会においてオーバー・バーデンの占領に関してカトリックの影響下で行われた訴訟は、ゲオルク・フリードリヒにとって脅威となった。フリードリヒはこれに反応し、三十年戦争の端緒となったボヘミアの反乱に対し武力介入を行った。
1608年、ゲオルク・フリードリヒはプロテスタント同盟に加わり、同盟軍の将軍に任命され、1621年5月に同盟軍が解散するまでその職を務めた。
1612年8月19日、ゲオルク・フリードリヒはプロテスタントの都市であるベルンとチューリッヒと防衛同盟を締結し、これによりオーストリア領に囲まれていたオーバー・バーデンが守られることを期待した。戦争が勃発したとき、同盟国は軍事援助を提供できなかったが、この同盟によりゲオルク・フリードリヒは1621年と1622年にスイスで傭兵を募集することができた。
シュパイアー司教フィリップ・クリストフ・フォン・ゼーテルンは、周囲のプロテスタント勢力に脅威を感じ、1615年に居城のあるウーデンハイムを要塞に拡張し始めた。ゼーテルンは、帝国都市シュパイアー、プファルツ選帝侯領およびバーデン辺境伯領の抗議にもかかわらず、ウーデンハイムをフィリップスブルクに改名し、フィリップスブルク要塞の建設を開始した。1618年、プファルツ選帝侯フリードリヒ5世、ゲオルク・フリードリヒ、および帝国都市シュパイアーは要塞の破壊を決定した。それにも関わらず1623年に要塞は完成した。
1620年3月から6月にかけて、ゲオルク・フリードリヒはプロテスタント同盟の命令によりブライザッハからフライブルクに至る道路を封鎖し、イーリンゲンの要塞を拠点にして活動を行った。その目的は、バイエルンとカトリック同盟の傭兵部隊がアルザスからドナウ川沿いのラウインゲンとディリンゲンの集合場所に向かうのを阻止することであった。それにもかかわらず、皇帝フェルディナント2世が連隊はバイエルン/カトリック同盟軍のためではなく自らのために徴兵されたと保証した後にゲオルク・フリードリヒはこれらの3個連隊の通過を許可し、これらの連隊がバイエルン公マクシミリアン1世の軍に加わったときには世間知らずと言われることとなった。

### ヴィンプフェン遠征

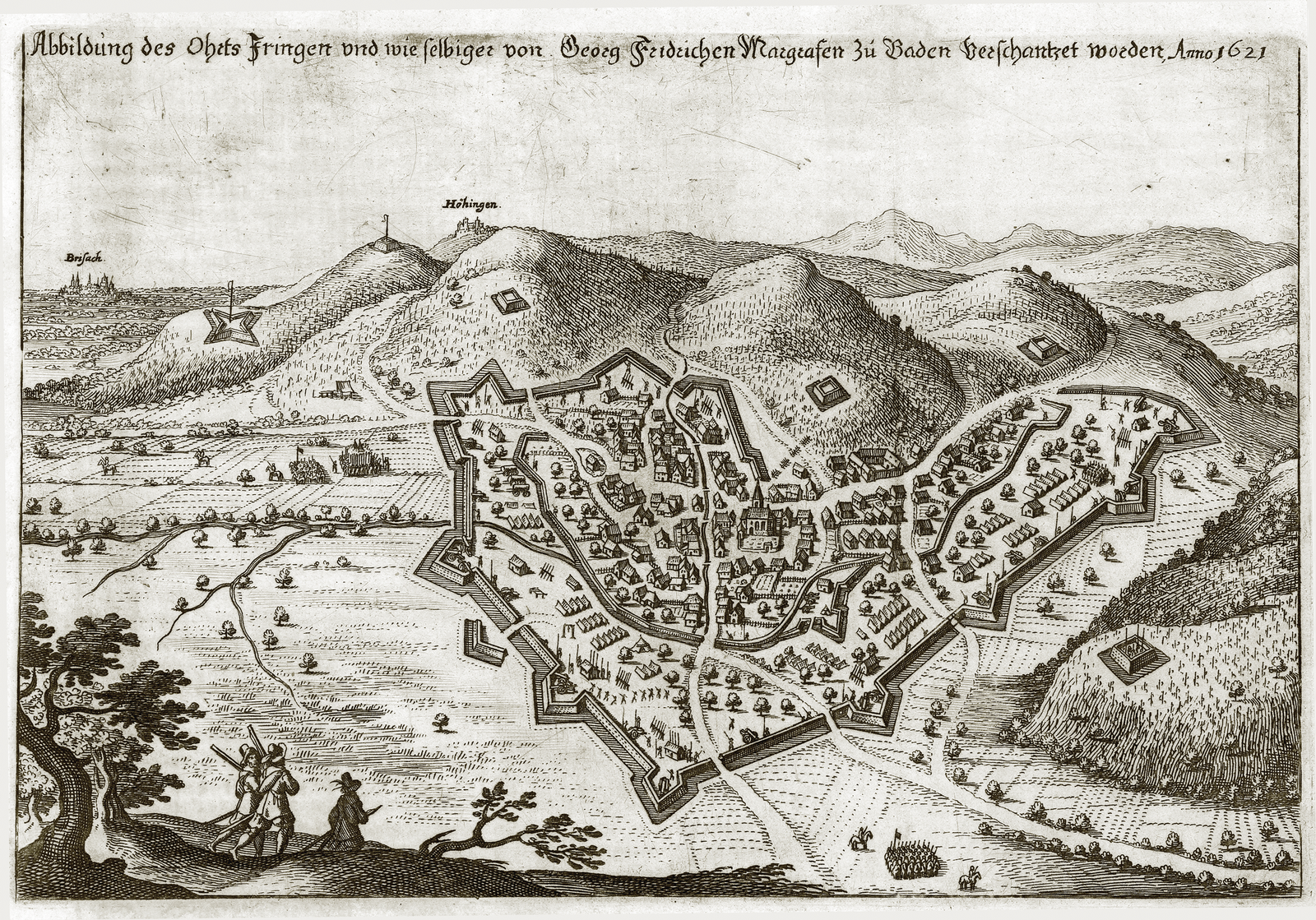
イーリンゲンの要塞

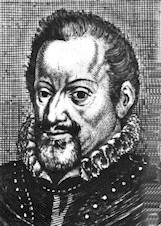
1622年5月6日のヴィンプフェンの戦いで槍で頭に受けた傷の傷跡が残るゲオルク・フリードリヒ（1630年）

1621年、ゲオルク・フリードリヒは1620年に快進撃を始めたカトリック軍に対抗するための兵員募集を開始した。皇帝に対する戦争を行うことで帝国アハト刑により辺境伯の地位を失わないようにするため、ゲオルク・フリードリヒは1622年に退位し、息子フリードリヒ5世に辺境伯位を譲った。
1622年春、等族がゲオルク・フリードリヒに3年間の特別戦争税を許可した後、ゲオルク・フリードリヒはバーデンを守るために残された軍隊に加えて、大量の大砲を備えた11,000人から12,000人の傭兵を自由に使えるようにした。1622年4月24/25日に、ゲオルク・フリードリヒは皇帝とカトリック同盟軍に対する遠征を開始した。しかし、到着が遅すぎて4月27日のミンゴルスハイムの戦いに参加できず、プファルツの司令官エルンスト・フォン・マンスフェルト伯がカトリック同盟のティリー将軍に惨敗した。
4月27日、ゲオルク・フリードリヒはハプスブルク家に宣戦布告し、マンスフェルトの軍隊とともにカトリック同盟と戦った。数日後、ゲオルク・フリードリヒとマンスフェルトがどういうわけか離れた際に、ゲオルク・フリードリヒはコルドバ指揮下のスペイン軍の支援を受けたティリーの攻撃を受けた。そしてゲオルク・フリードリヒは1622年5月6日のヴィンプフェンの戦いで敗北を喫した。顔に負傷を負い、九死に一生を得てシュトゥットガルトに逃げ、そこで長男に位を譲り退位した。
すでに1622年5月13日、ゲオルク・フリードリヒはドゥルラハに戻り、新たな軍隊を結成しようとしたが無駄に終わった。約12,000人のカトリック軍がバーデンに侵攻し、徹底的に打撃を与えた。ゲオルク・フリードリヒは当初、17世紀初頭に大幅に要塞化されたエメンディンゲンの要塞に逃亡した。1622年8月26日、皇帝はエドゥアルト・フォルトゥナートの息子ヴィルヘルムにバーデン＝バーデンを与えた。これはバーデンが再びカトリックのバーデン＝バーデンとプロテスタントのバーデン＝ドゥルラハに分裂することを意味した。この分裂は、1771年にカール・フリードリヒのもとでバーデンが再統一されるまで続いた。

### ヴィンプフェン遠征後
1625年、ゲオルク・フリードリヒはジュネーヴに撤退したが、居宅でルター派の礼拝を行っていたため、すぐにカルヴァン派と衝突するようになった。そこで1626年にトーヌに移り、そこでサヴォイア公カルロ・エマヌエーレ1世からルター派の礼拝を行うことを許可された。
1627年の夏、ゲオルク・フリードリヒはデンマーク王クリスチャン4世によってデンマーク軍中将に任命され、デンマーク・ニーダーザクセン戦争において、ヴァレンシュタインのドイツ北部への進軍を阻止する任務を与えられた。ヴァレンシュタインが近づくと、ゲオルク・フリードリヒはペール島に撤退し、その後ホルシュタインのハイリゲンハーフェンに撤退した。そこからゲオルク・フリードリヒの軍はホルシュタインのオルデンブルクに進軍したが、そこでハインリヒ・フォン・シュリック指揮下の帝国軍によりオルデンブルクのガリーの戦いにおいてほぼ全滅し、1627年9月24日に降伏を余儀なくされた。10月、この問題を軍法会議に持ち込もうとしたデンマーク王との対立の後、ゲオルク・フリードリヒは辞任した。

### 引退と死
ゲオルク・フリードリヒはシュトラスブルクの自宅に隠棲し、主に宗教文学の研究に専念した。しかし、依然としてフランスやスウェーデンと連絡を取り合い、ルター派のバーデン統一の夢を実現させようとしていた。ゲオルク・フリードリヒは1638年9月24日にストラスブールで死去し、遺体はおそらく1650年にプフォルツハイムの聖ミヒャエル教会の地下霊廟に移されたと考えられている。

## 結婚と子女
ゲオルク・フリードリヒは3度結婚した。最初の結婚は、フリードリヒ・フォン・ザルム＝ヌフヴィルの娘ユリアーネ・ウルズラ・フォン・ザルム＝ヌフヴィル（1572年9月29日 - 1614年4月30日）とであった。この結婚は1592年7月2日に行われ、15子が生まれた。
- カタリーナ・ウルズラ（1593年6月19日 - 1615年2月15日） - 1613年8月24日にオットー・フォン・ヘッセン＝カッセル（1594年12月25日 - 1617年8月7日、ヘッセン＝カッセル方伯モーリッツの息子）と結婚
- フリードリヒ5世（1594年 - 1659年） - バーデン＝ドゥルラハ辺境伯
- アンナ・アマーリエ（1595年7月9日 - 1651年11月18日）、1615年11月25日にナッサウ＝ザールブリュッケン伯ヴィルヘルム・ルートヴィヒ（1590年12月18日 - 1640年8月22日）と結婚
- フィリップ（1596年12月30日 - 1597年3月14日）
- カール（1598年5月22日 - 1625年7月27日）
- ユリアーネ・ウルズラ（1600年1月1日 - 1600年8月31日）
- ルドルフ（1602年1月21日 - 1603年5月31日）
- クリストフ（1603年3月16日 - 1632年4月30日） - インゴルシュタット包囲戦で戦死
- アンナ・アウグステ（1604年3月30日 - 1616年4月2日）
- ジビッレ・マグダレーネ（1605年7月21日 - 1644年7月22日） - 1629年6月6日にナッサウ＝イトシュタイン伯ヨハン（1603年11月24日 - 1677年6月23日）と結婚
- フランツィスカ（1606年8月9日 - 1606年8月27日）
- ウルズラ・マリー（1607年11月3日 - 1607年12月22日）
- フランツィスカ・ジビッレ（1609年2月4日 - 1609年3月2日）
- ゾフィー・ドロテア（1610年3月14日 - 1633年10月24日）
- エルネスティーネ・ゾフィー（1612年12月26日 - 1658年7月4日）

ユリアーネ・ウルズラの死後、1614年10月23日にエアバッハ伯ゲオルク3世の娘アガーテ・フォン・エアバッハ＝ブロイベルク（1581年5月16日 - 1621年4月30日）と2度目に結婚した。この結婚で3子が生まれた。
- アガーテ（1615年9月2日 - 1616年6月29日）
- アンナ・マリア（1617年5月29日 - 1672年10月15日）
- エリーザベト（1620年2月5日 - 1692年10月13日）

3度目の結婚は貴賤結婚であった。1621年7月29日、書記官ヨハン・トーマス・シュトルツの娘エリーザベト・シュトルツと結婚した。この結婚では子供が生まれなかった。